# Neta (Cypr)
Neta (gr. Νέτα, tur. Taşlıca) – wieś na Cyprze, w dystrykcie Famagusta. Położona jest na terenie republiki Cypru Północnego.